# Vilijampolė

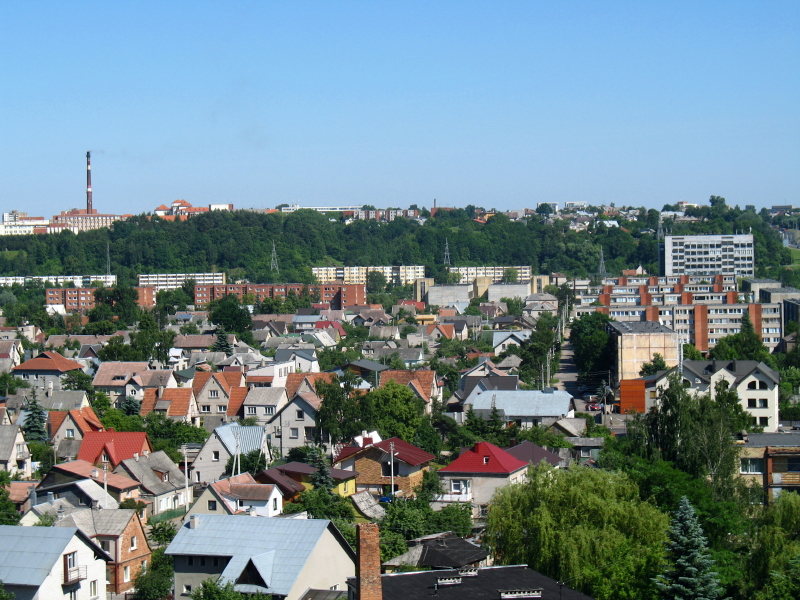
Panorama-Sicht

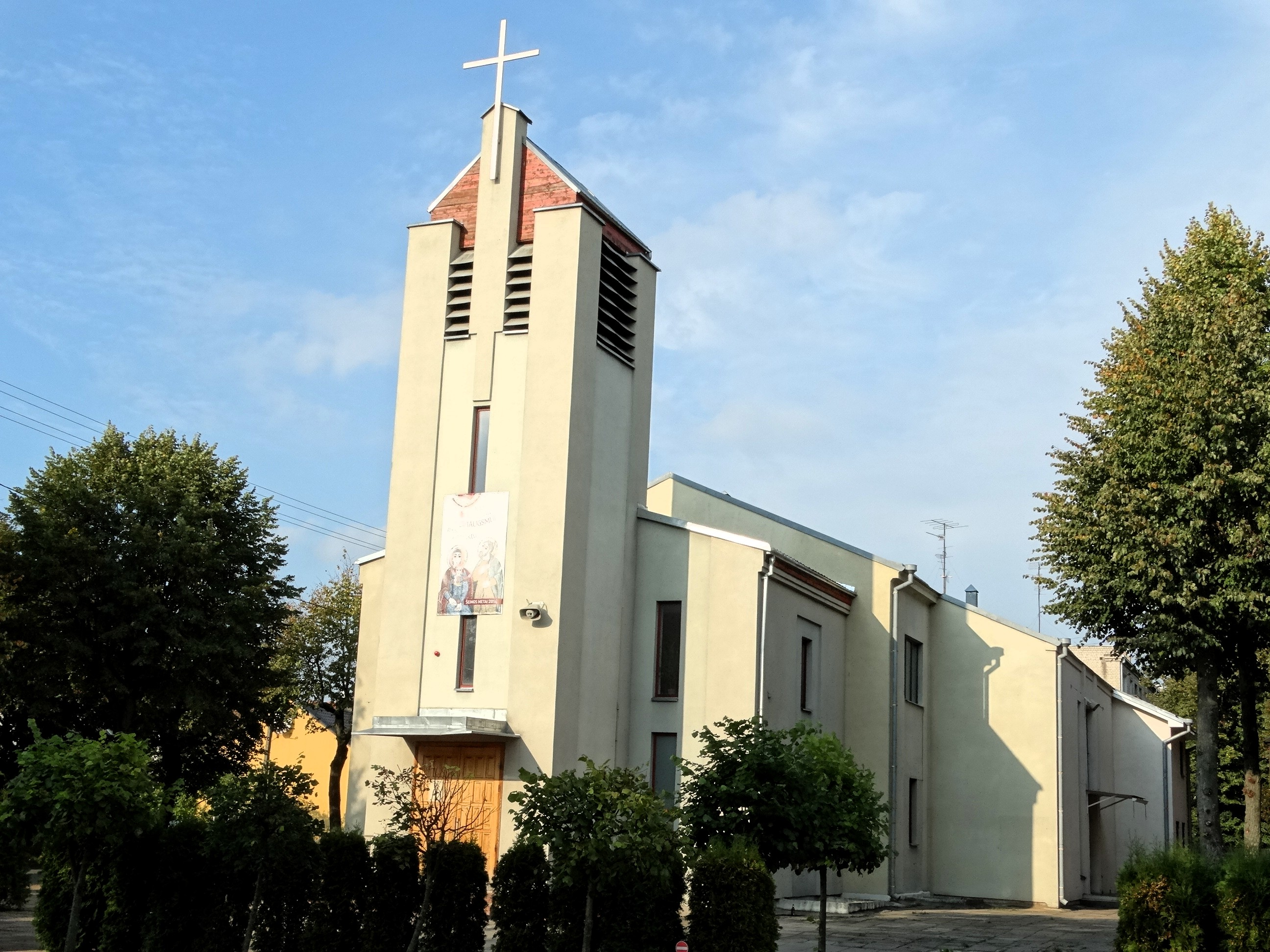
Katholische Kirche

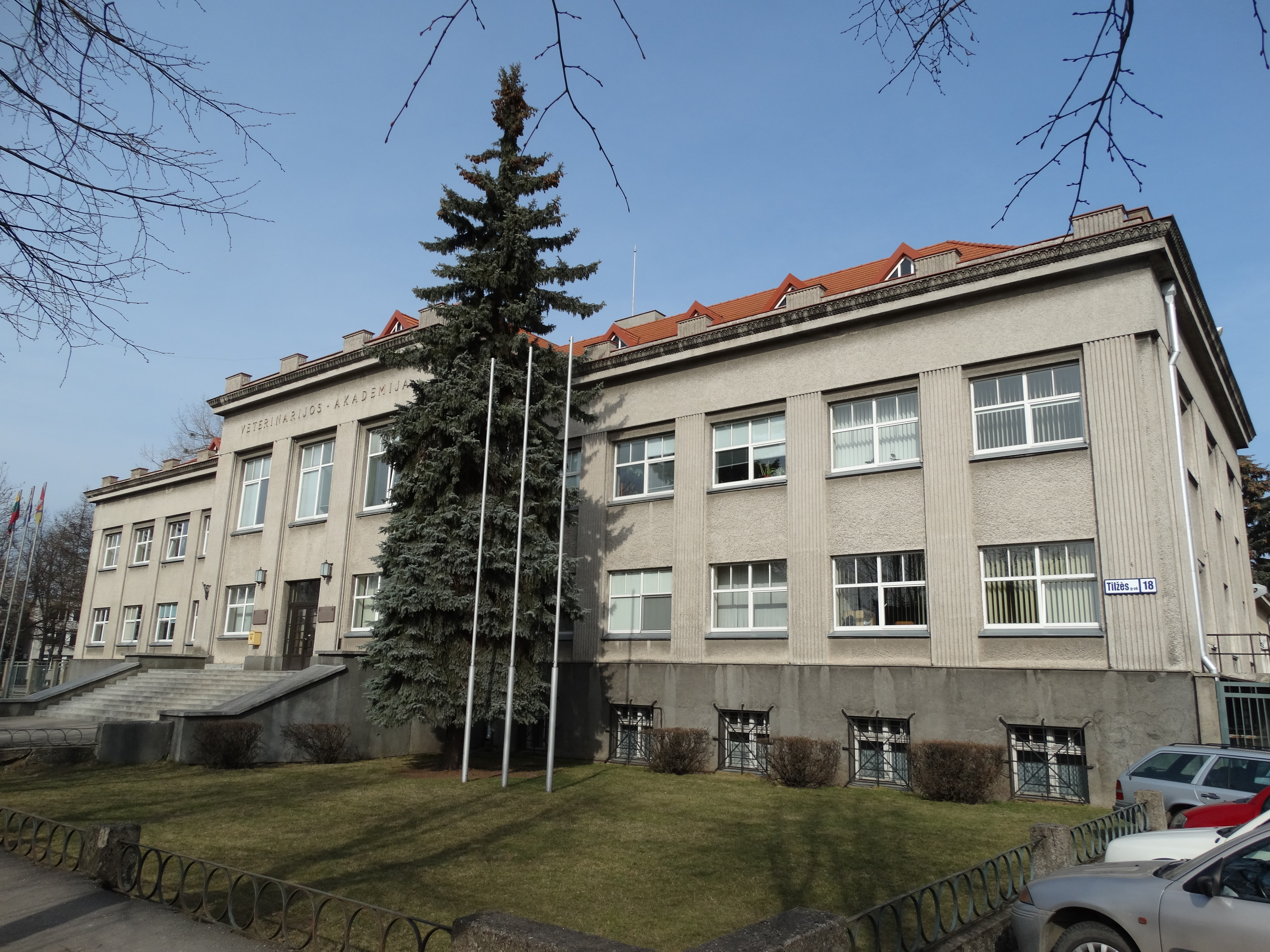
Litauische Veterinärakademie

Vilijampolė ist ein Stadtteil in Kaunas, in der zweitgrößten Stadt Litauens. 

## Geschichte
Im 18. Jahrhundert entstand der Jüdische Friedhof Vilijampolė.
Von 1882 bis 1941 gab es die Jeschiwa Vilijampolė. 1932 baute man eine katholische Kirche und 1936 Litauische Veterinärakademie (heute Litauische Universität für Gesundheitswissenschaften). 
1939 wurde das metallverarbeitendes Unternehmen „Grandis“ (jetzt AB Atrama) errichtet.
Aus der Vilijampolėr Filiale der Gewebefabrik Kauno audiniai wurde 1956 der eigenständige Betrieb (Siebert-Seide-Kombinat). 1982 gab es 3.100 Mitarbeiter. Als AB Šilkas wurde der Betrieb 2004 geschlossen.
Der Winterhafen Kaunas, ein von vier Binnenhäfen in Kaunas, befindet sich am linken (westlichen) Ufer des Flusses Nemunas (dt. Memel). Er wurde in der Sowjetzeit erbaut.

## Söhne
- Louis Washkansky (1913–1967) war der erste Mensch, bei dem eine erfolgreiche Herztransplantation durchgeführt wurde